# John Brown & Company

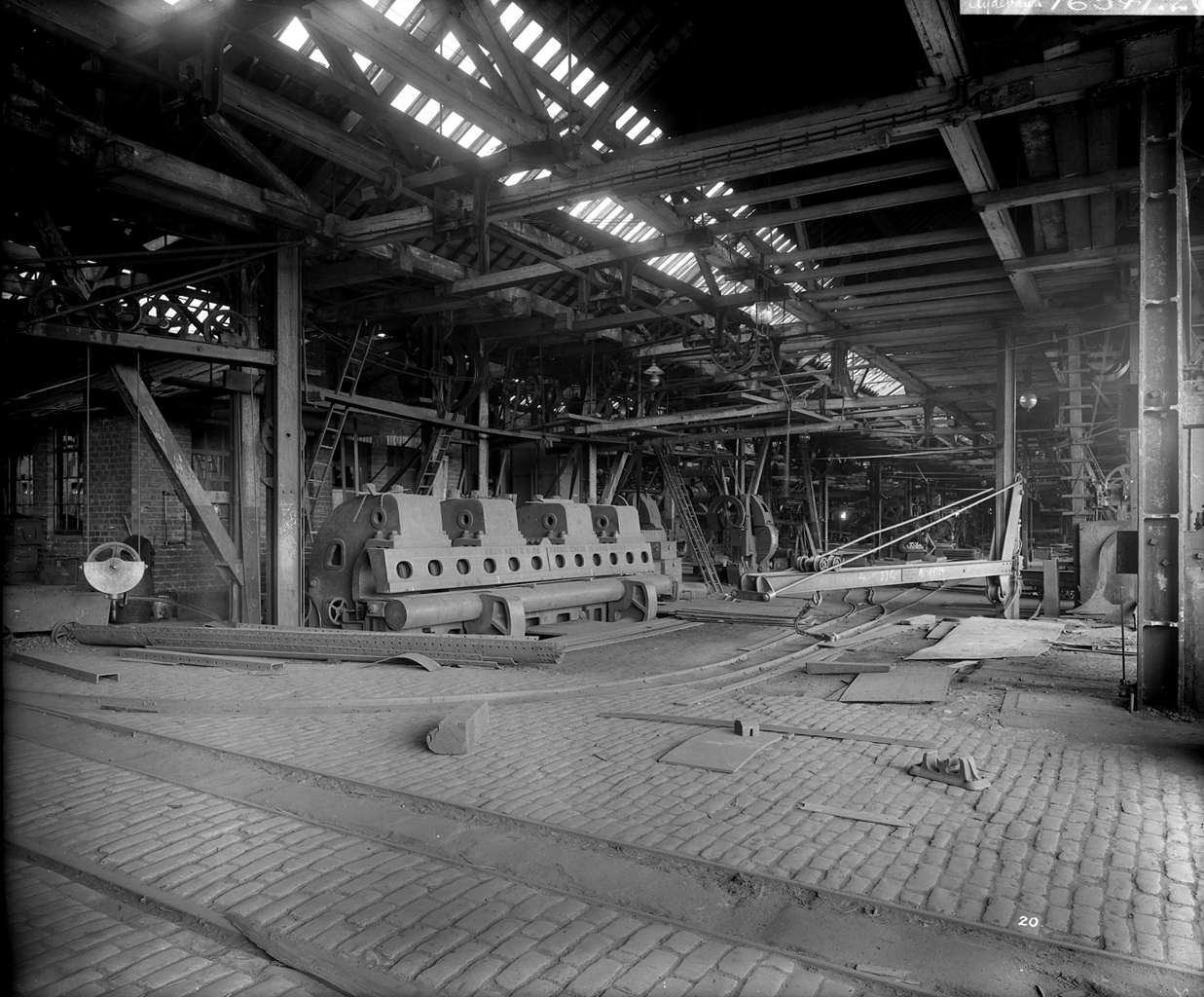
Корпусной цех John Brown & Co, Клайдбанк, Шотландия, 1901 год

Джон Браун энд Компани (англ. John Brown and Company) — шотландская судостроительная компания, существовавшая с 1851 по 1986 годы. Со стапелей компании сошли лайнеры «Лузитания», «Куин Мэри», «Куин Элизабет», линейные крейсера «Инфлексибл», «Худ» и «Рипалс», а также другие известные суда и корабли.
В 1910 г. завод был приглашен русским морским министерством на 6 лет в качестве ответственного конструктора паровых турбинных механизмов для кораблей, изготовляемых в Спб.; в силу договора, фирма обязалась давать все практические, технические и коммерческие указания как по постройке турбин, так и по организации судостроительного дела на её заводах, для чего был предоставлен свободный доступ на заводы фирмы русским морским офицерам, инженерам и рабочим.
В период наивысшего расцвета (1900-е—1950-е) John Brown & Company была одной из самых известных и уважаемых судостроительных компаний мира, однако наряду со многими другими британскими судостроительными компаниями не сумела выдержать конкурентную борьбу с восточноевропейскими и азиатскими верфями.